# Њоке 29. (Аргентински обичај)
Њоке 29.или Њоке 29. у месецу (шп. ñoquis del 29) народна је традиција која се практикује у Аргентини и по којој се сваког 29. у месецу једу Њоке, једна врста тестенине које се састоје од теста које се може направити од гриза, обичног пшеничног брашна, јаја, сира, кромпира, презли, кукурузног брашна или сличних састојака, и евентуално ароме зачинског биља, поврћа, какаа или сувих шљива. Тесто за њоке најчешће се разваља пре него што се исече на ситне комаде приближно величине пампура. Обичај је да се Њаке послуже у сребрном послужавнику како би донеле срећу и просперитет укућанима.

## Порекло традиције
Традиција потиче још од 8. века у знак сећања на Светог Пантелејмона. Као младић, изучио је прво граматичку школу, у којој су се училе световне науке. Онда је изучио лекарске науке, код тада познатог лекара Ефросина. Постао је његов помоћник и свуда га пратио. Старац прогоњени хришћанин Ермолај га је превео у хришћанство. Постао је Пантелејмон велики хришћанин, који се трудио да помогне људима, пре свега лекарским умећем. Према веровању, Пантелејон је отишао на ходочашће у северну Италију. Једног дана - двадесет и деветог у месецу, према легенди - тражио је хлеб од сиромашних сељака. Позвали су га да поделе с њим скромну храну а у знак захвалности, Панталеон им је најавио читаву годину риболова и обилне жетве што се и остварило. Данас особе стављају новчић испод тањира како би имали среће у наредном периоду.

### Друго објашњење
Неки извори говоре да се овај обичај слави сваког 29. у месецу због тога што је крај месеца и у то време ресурси хране су слабији. Укућани који немају довољно пара и залихе хране, праве Њоке једино са брашном и јајима како би исхранили своје укућане. Још један извор говори да су некада италијански имигранти, са добрим статусом, звали на гозбу своје комшије, како би им помогли крајем месеца и тиме им пренли рецепт ове изврсне хране. У току послуживања, испод тањира би им ставили неколико новчића како би им донели срећу и помогли крајем месеца. Иако данас Аргентина спада међу средње развијене најбрже растуће привреде и земље која је у развоју, током историје, развијала се прилично неравномерно. Снажан економски развој смењивала је велика рецесија, неравномерна расподела дохотка а последњих деценија дошло је до пораста сиромаштва.

## Галерија
- Припрема њоки
- Њоке од спанаћа
- Њоке са тартуфима
- Њоке са парадајз сосом
- Њоке у сосу